# 萧军纪念馆
萧军纪念馆座落于辽宁省凌海市萧军公园内，建筑面积约3500平方米，展厅面积约2800平方米，建筑整体设计新颖、造型独特，相关配套设施齐全。萧军纪念馆的前身是萧军资料室。

## 历史
始建于1986年。馆内设有萧军生平厅、音像资料厅、文物收藏厅等十多个展厅。是辽宁省第一批省级红色之旅建设工程，现正申报国家AAA级旅游景点。